# رهن (روستا)
رهن، روستایی از توابع بخش مرکزی شهرستان گناباد در استان خراسان رضوی ایران است.

## جمعیت
این روستا در دهستان حومه قرار دارد و براساس سرشماری مرکز آمار ایران در سال ۱۳۹۵، جمعیت آن ۱۶۳۹ نفر (۵۰۷خانوار) بوده‌است.
۷۹۹ زن
۸۴۰ مرد